# Чиняков, Александр Иванович
Александр Иванович Чиняков (9 декабря 1929, село Санское Шиловского района Рязанской области — 18 июля 2011, Москва — музыкальный педагог, советский и российский композитор, профессор кафедры народных инструментов Московского государственного университета культуры и искусств (1997), заслуженный работник культуры Российской Федерации (2004).

## Биография
Александр Иванович Чиняков родился 9 декабря 1929 года в селе Санское Шиловского района Рязанской области. В 1947 году поступил в Рязанское музыкальное училище по классу баяна, которое окончил в 1951 году. После этого продолжил своё музыкальное образование, поступив в 1951 году в Харьковскую государственную консерваторию, где обучался по классу баяна у Л. М. Горенко.
После окончания консерватории в 1956 году работал в Артемовском музыкальном училище в должности преподавателя по классу баяна, дирижирования, чтения оркестровых партитур. В 1957 году перешел на работу в детскую музыкальную школу № 28 в Москве преподавателем по классу баяна и аккордеона, где проработал до 1963 года. Параллельно (начиная с 1960 и по 1963 год) работал в Музыкальном училище им. Гнесиных.
С 1963 года преподавал в Московском государственном институте культуры, получив в 1984 году звание доцента, а позднее — профессора.
В 1982 году в издательстве Музыка вышло его учебно-методическое пособие «Преодоление технических трудностей на баяне», которое входит в список литературы
Рабочей программы дисциплины «Методика обучения игре на инструменте (баян, аккордеон)» в Воронежском государственном институте искусств.
Автор произведений для оркестра русских народных инструментов, среди которых сюита «Есениана», Триптих, концертная фантазия на тему русской народной песни «Как пойду я на быструю речку». Им написаны пьесы, этюды для баяна и аккордеона, вариации на темы русских народных песен «Посею лебеду на берегу», «Уж ты, поле мое».
Известны его вокальные сочинения на стихи С.Есенина, которому также посвящена и его научная работа в журнале «Музыка и время».
Концертная фантазия для баяна с оркестром А. Чинякова исполнялась Ю. А. Сидоровым на Российском радио.

## Награды
- Медаль «Ветеран труда» (1984)
- Медаль «В память 850-летия Москвы» (1997)
- Почетное звание «Заслуженный работник культуры Российской Федерации» (2004)